# Anatoliki Rodos: Profitis Ilias - Epta Piges - Ekvoli Loutani - Katergo, Rema Gadoura - Chersonisos Lindou - Nisides Pentanisa Kai Tetrapolis, Lofos Psalidi
Anatoliki Rodos: Profitis Ilias - Epta Piges - Ekvoli Loutani - Katergo, Rema Gadoura - Chersonisos Lindou - Nisides Pentanisa Kai Tetrapolis, Lofos Psalidi este o arie protejată (arie de protecție specială avifaunistică — SPA) din Grecia întinsă pe o suprafață de 13.382,89 ha, integral pe uscat.

## Localizare
Centrul sitului Anatoliki Rodos: Profitis Ilias - Epta Piges - Ekvoli Loutani - Katergo, Rema Gadoura - Chersonisos Lindou - Nisides Pentanisa Kai Tetrapolis, Lofos Psalidi este situat la coordonatele 36°11′40″N 28°06′07″E / 36.194358°N 28.101925°E.

## Înființare
Situl Anatoliki Rodos: Profitis Ilias - Epta Piges - Ekvoli Loutani - Katergo, Rema Gadoura - Chersonisos Lindou - Nisides Pentanisa Kai Tetrapolis, Lofos Psalidi a fost declarat arie de protecție specială avifaunistică în ianuarie 2008 pentru a proteja 73 de specii de animale.

## Biodiversitate
Situată în ecoregiunea mediteraneană, aria protejată nu include niciun habitat protejat.
La baza desemnării sitului se află mai multe specii protejate de  păsări (73): uliu cu picioare scurte (Accipiter brevipes), fluierar de munte (Actitis hypoleucos), ciocârlie-de-câmp (Alauda arvensis), pescăruș albastru (Alcedo atthis), fâsă-de-câmp (Anthus campestris), lăstunul mare (Apus apus), stârc cenușiu (Ardea cinerea), pietruș (Arenaria interpres), pasărea ogorului (Burhinus oedicnemus), șorecarul comun (Buteo buteo), ciocârlie-cu-degete-scurte (Calandrella brachydactyla), Calidris alba, fugaci de țărm (Calidris alpina), fugaci roșcat (Calidris ferruginea), fugaci mic (Calidris minuta), bătăuș (Calidris pugnax), fugaci pitic (Calidris temminckii), caprimulg (Caprimulgus europaeus), prundăraș de sărătură (Charadrius alexandrinus), chirighiță-cu-aripi-albe (Chlidonias leucopterus), șerpar (Circaetus gallicus), erete vânăt (Circus cyaneus), erete alb (Circus macrourus), acvilă țipătoare (Clanga clanga), prepeliță (Coturnix coturnix), cristeiul de câmp (Crex crex), cuc (Cuculus canorus), lăstun de casă (Delichon urbicum), egretă mică (Egretta garzetta), Emberiza caesia, Falco eleonorae, șoim călător (Falco peregrinus), vânturel de seară (Falco vespertinus), muscar-gulerat (Ficedula albicollis), becațină comună (Gallinago gallinago), piciorong (Himantopus himantopus), Hippolais olivetorum, rândunică (Hirundo rustica), Hydrocoloeus minutus, stârc pitic (Ixobrychus minutus), capîntortură (Jynx torquilla), sfrânciocul cu frunte neagră (Lanius minor), pescăruș râzător (Larus ridibundus), sitar de mâl (Limosa limosa), ciocârlie de pădure (Lullula arborea), prigoare (Merops apiaster), codobatura galbenă (Motacilla flava), Numenius arquata arquata, stârc de noapte (Nycticorax nycticorax), grangur (Oriolus oriolus), vultur pescar (Pandion haliaetus), vrabie negricioasă (Passer hispaniolensis), viespar (Pernis apivorus), Phalacrocorax aristotelis desmarestii, Phalacrocorax carbo sinensis, ploier argintiu (Pluvialis squatarola), corcodel mare (Podiceps cristatus), corcodel-cu-gât-negru (Podiceps nigricollis), cresteț pestriț (Porzana porzana), lăstun de mal (Riparia riparia), chiră de baltă (Sterna hirundo), chiră mică (Sternula albifrons), turturică (Streptopelia turtur), Sylvia ruppeli, Tachymarptis melba, fluierar negru (Tringa erythropus), fluierar de mlaștină (Tringa glareola), fluierar cu picioare verzi (Tringa nebularia), fluierarul de zăvoi (Tringa ochropus), fluierar de lac (Tringa stagnatilis), fluierarul cu picioare roșii (Tringa totanus), Zapornia parva, Zapornia pusilla
Pe lângă speciile protejate, pe teritoriul sitului au mai fost identificate 6 specii de păsări.